# Karl Anton von Kerckerinck zu Stapel
Karl Anton Freiherr von Kerckerinck zu Stapel (* 4. April 1751; † nach 1796) war Domherr in Osnabrück und Münster.

## Leben

### Herkunft und Familie
Karl Anton Freiherr von Kerckerinck zu Stapel entstammte der westfälischen Erbmännerfamilie von Kerckerinck, deren Angehörige im Münsterischen Erbmännerstreit eine bedeutende Rolle spielten. Durch den unermüdlichen Einsatz seines Großvaters Johann Ludwig von Kerckerinck zu Stapel (1671–1750) wurde es ihm und seinem Bruder Johann Franz möglich, ein Domkanonikat zu erlangen. Karl Antons Vater war der ehemalige Domherr Franz Hermann von Kerckerinck zu Stapel (1713–1778), seine Mutter Maria Sophia von Rollingen.

### Wirken
Im Jahre 1775 erhielt Karl Anton durch den Verzicht seines Bruders Johann Franz Dompräbenden in Osnabrück und Münster. 1788 wurde er zum Subdiakon geweiht. Karl Anton war Archidiakon in Winterswijk und Propst zu St. Ludgeri Münster und St. Remigius Borken. Im Jahre 1784 verzichtete er auf die Pfründe in Osnabrück und 1796 übertrug er dem Domherrn Paul Karl von Hanxleben einen Teil seines Domkanonikats. Dieses Vorgehen war ungewöhnlich, denn die Fälle, in denen praktizierende Domherren bei gutem Gesundheitszustand auf ihre einzige Präbende verzichteten, waren sehr selten. Da sein Bruder Johann Franz im Jahre 1792 ohne Nachkommen verstarb, erhob Karl Anton Ansprüche auf die Stapelschen Güter und erhielt daraufhin von seiner Schwägerin eine jährliche Rente von 1500 Talern. Mit dem Tode Karl Antons starben die Kerckerincks zu Stapel im Mannesstamme aus.